# ادرایان (جورجیا)
ادرایان، جورجیا (به انگلیسی: Adrian, Georgia) یک شهر در ایالات متحده آمریکا است که در جورجیا واقع شده‌است.

## خصوصیات
ادرایان ۳٫۷ کیلومترمربع مساحت و ۶۶۴ نفر جمعیت دارد و ۸۷٫۱۷ متر بالاتر از سطح دریا واقع شده‌است.